# William Abadie
William Abadie (* 1977 in Saint-Raphaël) ist ein französischer Schauspieler.

## Leben
Von 1997 bis 1998 besuchte er die Schauspielschule von Claude Mathieu in Paris. Anschließend zog er nach New York, wo er bis 2001 am Lee Strasberg Theatre and Film Institute studierte. Ab dem Jahr 2000 spielte er Theater. Bei den Stücken Italian American Reconciliation und Modigliani arbeitete er auch als Produzent. 2002 hatte er in dem Beziehungsdrama Untreu von Regisseur Adrian Lyne seine erste Rolle vor der Kamera. Es handelte sich um eine freie Neuverfilmung des französischen Klassikers Die untreue Frau von Claude Chabrol mit Diane Lane und Richard Gere in den Hauptrollen. 
Danach hatte er Gastauftritte in Fernsehserien wie Sex and the City, Emergency Room – Die Notaufnahme und CSI: NY. Im Jahr 2006 spielte er die Rolle des Bizu in Der rosarote Panther. Es folgten Rollen in weiteren Fernsehserien wie Gossip Girl, 90210 und Homeland.

## Filmografie (Auswahl)
- 2002: Untreu (Unfaithful, Film)
- 2003: Sex and the City (Folge 6x05 Lights, Camera, Relationship)
- 2003: Emergency Room – Die Notaufnahme (ER, Folge 10x10 Makemba)
- 2004: Das Verhör (Strip Search, Fernsehfilm)
- 2006: Der rosarote Panther (The Pink Panther, Film)
- 2006: CSI: NY (Folge 2x15 Fare Game)
- 2006: Alles Betty! (Ugly Betty, Folge 1x01 Pilot)
- 2006: O.C., California (The O.C., Folge 4x04 The Metamorphosis)
- 2007: Entourage (Folge 4x12 The Cannes Kids)
- 2007: Resident Evil: Extinction (Film)
- 2007: Samantha Who? (Folge 1x01 Pilot)
- 2007–2009: Gossip Girl (2 Folgen)
- 2008: Gideon Falls (Kurzfilm)
- 2008: Cashmere Mafia (2 Folgen)
- 2008: My Sassy Girl – Unverschämt liebenswert (My Sassy Girl, Film)
- 2008: The Human Contract (Film)
- 2008: Chuck (Folge 2x06 Chuck Versus the Ex)
- 2009: Give ’em Hell, Malone! (Give ’em Hell Malone, Film)
- 2009: Royal Pains (Folge 1x07 Crazy Love)
- 2010: 90210 (Folge 2x20 Meet the Parent)
- 2011: Pan Am (Folge 1x02 We’ll Always Have Paris)
- 2013: White Collar (Folge 4x15 The Original)
- 2013: Blue Bloods – Crime Scene New York (2 Folgen)
- 2013: Homeland (Fernsehserie, 5 Folgen)
- 2014: Person of Interest (Folge 3x18 Allegiance)
- 2014: The Mentalist (Folge 7x04 Black Market)
- 2014: Liebe to go – Die längste Woche meines Lebens
- 2015: Madam Secretary (Folge 2x10 The Greater Good)
- 2020: Emily in Paris (Netflix-Serie)